# 김성녀
김성녀(金星女, 1950년 9월 16일 ~ )는 대한민국의 배우이자 대학 교수이며 국악인이다.

## 생애

### 활동
마당놀이극의 대모로 유명한 그녀는 1972년 비둘기씨스터즈라는 팀명의 가수로 첫 데뷔하였고 1976년 극단 민예극장에 적을 두어 연극배우 데뷔하였다.
1976년 극단 민예극장 입단, 1978년 국립창극단 입단, 1981년 국립극단에 입단하여 활발한 활동을 하였다. 1986년 극단 미추에 입단하여 이 극단의 배우로 활동하였다. 김종엽, 윤문식 등과 함께 마당놀이극에 출연하였다. 어머니는 판소리 명인 박옥진이고, 동생은 안무가 김성일이고, 배우자는 연극연출가 손진책이고, 딸은 뮤지컬 배우 손지원이다.
1988년 KBS1 《토지》와 1990년 KBS1 《서울뚝배기》 1996년 KBS2 《아내가 있는 풍경》등에 출연하였고, 《MBC 마당놀이 놀부전》과 《한네의 승천》, 《멕베드》, 《죽음의 소녀》, 《남사당의 하늘》등에도 출연하는 등 다양한 모습으로 TV 드라마, TV 마당놀이, 연극 등을 넘나들며 활동하였다. 또한 그녀는 신앙심이 두터운 불교 신자로서 수많은 찬불가를 불러서 가수로 활약하기도 하였다.
뒤늦게 대학에 진학하여 1990년 단국대학교 국악학과를 졸업했으며 뒤이어 1995년 중앙대학교 대학원 음악학과 석사학위를 받았다. 2000년 중앙대학교 국악대학 과정이 설립되면서 교수로 영입이 되었다. 2005년 중앙대학교 국악대학 음악극과 학과장을 거쳐 2007년 3월 제5대 국악대학장에 취임하였고, 음악극 전공의 교수로서 학장, 대학원장을 겸임하였다.
김성녀의 배우 인생은 천막 극장에서 시작됐다. 여성국극 스타였던 박옥진의 딸로 태어나 다섯 살부터 천막 극장 무대에 올랐다. 의상 바구니에서 잠을 잤고 무대가 놀이터였다. 김성녀는 "유랑극단 시절 무대를 세우고 허무는 것을 보면서 매캐한 극장 먼지를 먹고 자랐다. 엄마는 '예인(藝人)은 고생길이니 넌 절대 하지 마라, 차라리 너는 학교 선생님이 돼라'고 하셨는데 지금 둘 다 하는 셈이다" 라고 과거를 회상하였다. 제20회 이해랑 연극상을 수상했다.
연출가 손진책(남편)이 연출한 《벽 속의 요정》에서는 혼자 32개 역할을 연기한다.

## 학력
- 진명여자고등학교 (졸업)
- 단국대학교 국악학과 (졸업)
- 중앙대학교 대학원 음악학과 (졸업)

## 경력
- 1976년 연극배우 첫 데뷔 (극단 민예극장 입단)
- 1978년 국립창극단 입단
- 1981년 국립극단 입단
- 1986년 극단 미추 단원
- 2000년 중앙대학교 국악대학 음악극과 교수
- 2005년 중앙대학교 국악대학 음악극과 학과장
- 2007년 중앙대학교 국악대학 학장
- 2007년 중앙대학교 국악교육대학원장
- 2012년 국립창극단 단장 겸 예술감독
- 2022년 동국대학교 한국음악과 석좌교수

## 출연작

### 영화
- 2019년 《우상》... 명회 모 역
- 2006년 《사랑할 때 이야기하는 것들》 ... 혜란 모 역
- 2005년 《무등산 타잔, 박흥숙》
- 2001년 《친구》 ... 버스 안내양 역
- 1999년 《춘향뎐》 ... 월매 역
- 1994년 《번지없는 주막》
- 1992년 《눈꽃》 ... 정선 역

### 텔레비전 드라마
- 1982년 KBS1 《지금 평양에선》- 최은희 역
- 1984년 KBS1 《함정》
- 1986년 MBC 《사이공 억류기》
- 1986년 KBS1 《여심》- 황화숙 역
- 1989년 KBS1 《우리 동네》
- 1990년 KBS1 《여명의 그날》- 허정숙 역
- 1990년 KBS1 《서울뚝배기》- 문정숙 역
- 1990년 KBS1《추천석뎐》
- 1991년 KBS1《열녀, 지옥에 떨어지다》
- 1993년 KBS2 《일월》
- 1993년 MBC 단막극 《MBC 베스트극장 - 거름꽃》 ... 김씨 집안 셋째부인 역
- 1994년 KBS2 《사라비아 공화국》- 풍산댁 역
- 1996년 KBS2 《전설의 고향 - 90년대 시리즈 - 바리데기》
- 1996년 KBS2 《아내가 있는 풍경》
- 2004년 SBS 《토지》 ... 이용 역
- 2022년 JTBC 《그린마더스 클럽》 ... 은표의 시어머니 역

### 연극
- 1985년 연극 금 따는 콩밭
- 1988년 연극 만다라
- 1999년 연극 그, 불
- 2002년 연극 춘풍야화, 연극 단장의 미아리고개
- 2003년 연극 봄날은 간다
- 2004년 연극 삼국지, 연극 여우열전
- 2004년 ~ 2005년 마당놀이 삼국지 ... 제갈공명 역
- 2005년 연극 디아더사이드
- 2005년 ~ 연극 모노드라마 김성녀의 벽속의 요정
- 2005년 마당놀이 마포 황부자 ... 황만금 역
- 2006년 마당놀이 변강쇠전 ... 옹녀 역
- 2008년 연극 남사당의 하늘 ... 바우덕이 역
- 2008년 연극 은세계
- 2009년 연극 피카소의 연인들 ... 재클린 역
- 2010년 마당놀이 이춘풍 난봉기 ... 춘풍 처 역
- 2010년 ~ 2011년 마당놀이전
- 2011년 연극 흑인 창녀를 위한 고백 ... 템플 역
- 2012년 김성녀와 함께하는 흥겨운 우리 마당놀이 ... 이몽룡, 뺑덕어멈 역
- 2014년 ~ 2015년 연극 유리동물원

### 뮤지컬
- 1991년 新 효녀 심청가
- 1993년 악극 번지없는 주막
- 2003년 뮤지컬 최승희
- 2007년 뮤지컬 댄싱 섀도우 ... 마마아스터 역
- 2008년 뮤지컬 김성녀의 벽속의 요정
- 2011년 뮤지컬 엄마를 부탁해 ... 엄마 역
- 2015년 뮤지컬 아리랑 ... 감골댁 역

### 공연
- 2007년 2007 의정부국제음악극축제 - 김영동의 우리소리여행
- 2014년 제33회 대한민국 국악제 ... 진행

### 라디오 프로그램
- 2016년 6월 EBS FM 《EBS 책 읽는 라디오 낭독 시리즈》

## 상훈
- 1986년 백상예술대상
- 1990년 백상예술대상
- 1991년 서울연극제 여자연기상
- 1992년 서울연극제 여자연기상
- 1996년 한국뮤지컬 대상 여우조연상
- 2000년 제8회 춘사대상영화제 여우조연상 《춘향뎐》
- 2003년 제4회 김동훈 연극상
- 2004년 꽃봉지회 올해의 인물 선정
- 2010년 제20회 이해랑연극상, 자랑스러운 단국인상